# Espectroscòpia de ressonància magnètica nuclear

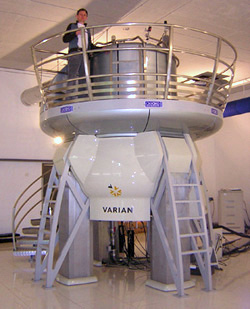
Un instrument de 900MHz NMR a Birmingham

L'Espectroscòpia de ressonància magnètica nuclear, o Espectroscòpia RMN, en anglès: Nuclear magnetic resonance spectroscopy, o de forma més comuna NMR spectroscopy, és una tècnica de recerca científica que explota les propietats magnètiques de certs nuclis atòmics. Determina les propietats físiques i químiques d'àtoms o molècules dins dels quals estan continguts Es basa en el fenomen de la ressonància magnètica nuclear i pot proporcionar informació detallada respecte a l'estructura, dinàmica, estat de reacció i l’ambient químic de les molècules. El camp magnètic intramolecular al voltant d'un àtom en una molècula canvia la freqüència de la ressonància, donant així accés a detalls de l'estructura electrònica d'una molècula.
Freqüentment aquesta espectroscòpia es fa servir per part de químics o bioquímics per tal d’investigar les propietats de les molècules orgàniques, malgrat que és aplicable a qualsevol tipus de mostra que contingui nuclis que tinguin espín. L’impacte de l'espectroscòpia RMN en la ciència ha estat substancial pel rang d’informació i diversitat de les mostres, incloent solucions i la química de l'estat sòlid.
Els espectròmetres de RMN són relativament cars. Els espectròmetres RMN moderns tenen un gran i car imant refredat per heli líquid. També estan disponibles espectròmetres menys car que fan servir imants permanents.

## Història
El Purcell group de la Universitat Harvard  i el Bloch group de la Universitat Stanford  de manera independent van desenvolupar l'espectroscòpia RMN a finals de la dècada de 1940 i principi de la de 1950. El Dr. Edward Mills Purcell i el Dr. Felix Bloch compartiren l’any 1952 el Premi Nobel de Física pels seus descobriments.

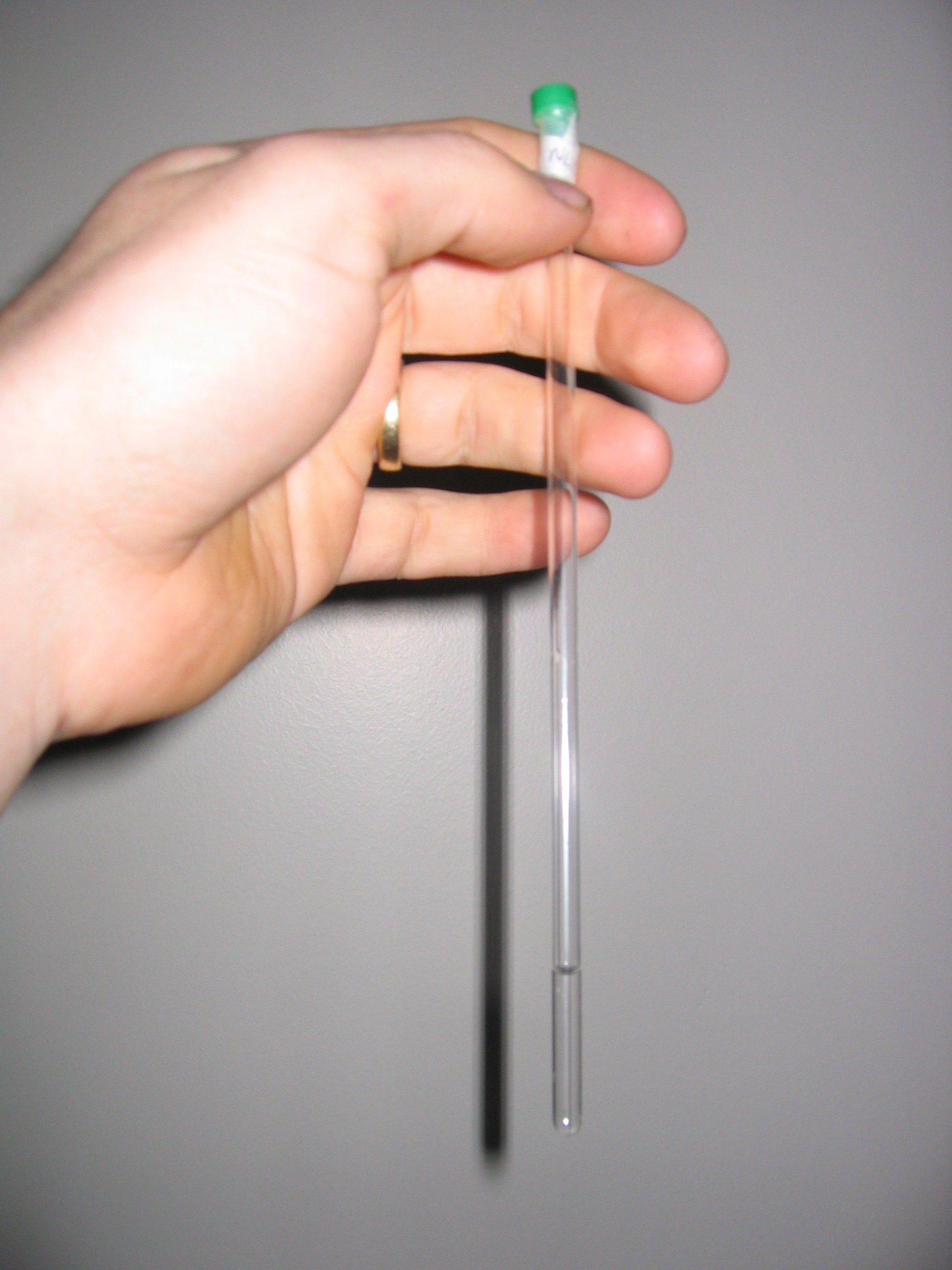
La mostra per la RMN es prepara en un tub de vidre fi - un tub RMN.

## Espectroscòpia RMN biomolecular

### Proteïnes
Gran part de la innovació dins l'espectroscòpia RMN s'ha realitzat dins el camp de les proteïnes (Protein NMR spectroscopy), que és una tècnica important en la biologia estructural. Un objectiu comú en aquestes investigacions és el d’obtenir estructures en 3 dimensions d’alta resolució de la proteïna, similars a les aconseguides amb la cristal·lografia de raigs X. En en el cas de l'espectroscòpia RMN està limitada a proteïnes de mida menor 35 kDa. ´El mètode més important utilitzat per a determinar l'estructura de les proteïnes és els experiments NOE per a mesurar distàncies entre els parells d’àtoms dins la molècula i aquestes distàncies es fan servir per generar l'estructura en tres dimensions 

### Àcids nucleics
La RMN d’àcids nucleics ("Nucleic acid NMR") utilitza l'espectroscòpia RMN per obtenir informació sobre l'estructura i dinàmica les àcids polinucleics com l'ADN o ARN. cap a l’any 2003 aproximadament la meitat de totes les estructures conegudes de l’ARN s'havien determinat mitjançant espectroscòpia RMN.
Els tipus de RMN normalment feta amb àcids nucleics són els de RMN protó, carboni 13, nitrogen 15 i fòsfor 31 i mètodes RMN de dues dimensions.
La RMN també és útil per a investigar geometries no estàndard.